# Belisana airai
Belisana airai is een spinnensoort uit de familie trilspinnen (Pholcidae). De soort komt voor in Carolinen.